# Улица Ревуцкого (Чернигов)
Улица Ревуцкого (укр. Вулиця Ревуцького) — улица в Новозаводском районе города Чернигова. Пролегает от улицы Любечская (без автомобильного проезда) до улицы Ивана Богуна, исторически сложившаяся местность (район) Красный Хутор.
Примыкают улицы Дружбы, Андрея Мовчана (без автомобильного проезда), Святомихайловская (Декабристов).

## История
Улица проложена в 1950-е годы.
Называлась улица Черторыйский Яр — из-за оврага (яра), где улица расположена, с ручьём Черторыйка.
В 1960 году улица получила современное название — в честь украинского советского композитора Льва Николаевича Ревуцкого.

## Застройка
Улица пролегает от Любечской (без автомобильного проезда) в северо-восточном направлении, извилистая в плане: так как пролегает вдоль правого берега ручья Черторыйка. Затем между домами №№ 9, 13, 15 проезжая часть улицы отсутствует, где улица пролегает по оврагу ручья. Далее ручей и улица делают поворот на восток, после примыкания улицы Декабристов ручей делает поворот на север, а улица — на юго-восток. Парная и непарная стороны улицы заняты усадебной застройкой. Парная сторона начала улицы (до примыкания улицы Дружбы) — без застройки, нумерация парной стороны начинается после примыкания улицы Дружбы. 
Учреждения: нет. 